# 한국교육방송공사
한국교육방송공사(韓國敎育放送公社, 영어: Educational Broadcasting System, EBS)는 대한민국을 가시청권으로 한 지상파 방송사이다. 라디오 방송국은 1980년에 부산에서 시작하여 1982년에 서울에서 개국했다. TV 방송국은 1990년에 개국했으며 13번 채널에서 방송한다.

## 역사

### 태동기
교육방송의 역사는  거슬러 올라간다. 당시 한국방송공사(KBS)는 문교부(현 교육부)와 협력하여 교사를 대상으로 한 교육 프로그램인 '라디오 학교'를 방송하기 시작했다. 이는 매일 15분씩 편성되어 라디오를 통한 원격 교육의 기반을 마련했다. '라디오 학교'는 1951년 6월 28일에 공식적으로 방송을 시작하였으며, 이후 약 11년간 지속되다가 1962년 8월 19일 중단되었다. 그러나 1963년 3월 11일, 중앙시청각교육과 KBS의 협력으로 다시 방송이 재개되었다.
1969년 5월 5일에는 라디오를 넘어 텔레비전을 통한 교육 콘텐츠가 도입되면서 TV 학교방송이 시작되었다. 이는 대한민국 교육방송의 발전에 중요한 전환점이 되었다.

### 실험 모색기
1970년대 들어 방송을 통한 교육의 가능성이 더욱 확대되었다. 1973년 3월 14일, 한국교육개발원(KEDI) 육성법이 공포되면서 교육방송 설치의 법적 근거가 마련되었다. 이후 KEDI를 중심으로 초·중학생을 대상으로 한 라디오 교육 프로그램과 방송통신고등학교 프로그램이 제작되며, 보다 체계적인 교육 방송 시스템이 구축되었다.
그러나 1973년 4월 9일 TV 학교방송이 중단되면서 일시적인 공백이 발생하였다. 이에 대응하여 1974년 3월 18일부터 라디오를 활용한 방송통신고등학교 프로그램이 제작·방송되었으며, 같은 해 3월 28일에는 라디오 학교방송이 한국교육개발원으로 이관되었다.
교육방송 단독 송출을 위한 본격적인 계획은 1974년 5월부터 추진되었고, 이를 위해 1975년 7월 28일 한국교육개발원 스튜디오동(현 EBS 우면동 방송센터)이 완공되었다. 같은 해 12월 13일에는 UHF TV 2개 채널을 통한 시험 방송이 개시되었으나, 화질 문제 등으로 인해 계획이 난항을 겪었다.
1976년 3월에는 방송 콘텐츠의 질을 높이기 위해 전속 성우 1기를 공개 모집하였고, 1977년 2월에는 기존 기구 송신체제를 중단하고 지상송신 방식으로 전환하는 결정을 내렸다. 이어 1978년 7월 26일, 교육방송의 운영 체제를 KEDI-KBS 이원 체제로 정비하는 국무총리 지시각서가 발송되면서, 교육방송의 체계적 운영을 위한 기반이 마련되었다.

### 기반 구축기
1980년대에 들어서면서 독립적인 교육 채널이 신설되며 방송을 통한 교육이 본격적으로 이루어졌다. 1980년 2월 7일, 교육방송(KBS-3) 개국이 결정되었으며, 이에 따라 1981년 2월 2일 KBS 교육라디오(FM 104.5MHz)와 KBS 3TV(UHF 43번)가 개국하였다. 당시 교육방송의 프로그램 연구, 기획 및 제작은 한국교육개발원 방송본부가 담당하였으며, 송출 시스템은 한국방송공사(KBS)의 송출망을 공유하는 형태로 운영되었다.
1982년 5월 31일에는 유아 대상 프로그램인 '딩동댕 유치원'이 방영을 시작하였다. 이는 현재까지도 EBS의 최장수 프로그램으로 자리 잡으며 유아 교육의 중요한 역할을 하고 있다.
1987년 3월 1일에는 KBS 3TV의 채널이 기존 UHF 43번에서 VHF 13번으로 변경되었으며, 1989년 4월 17일부터는 고등학생을 위한 원격 학습 프로그램인 'TV 고교 가정학습'이 방송되면서 교육방송의 역할이 더욱 확대되었다.

### 성장 발전기
1990년대에 들어서면서 교육방송은 독립적인 공영 교육방송 체제로 전환되었다. 1990년 12월 28일, 한국교육개발원 소속이었던 교육방송이 한국방송공사(KBS)로부터 완전히 분리되어 EBS(교육방송)로 독립·개국하였다. 이와 함께 EBS TV(호출부호: HLQL-TV)와 EBS FM(호출부호: HLQL-FM)의 운영이 시작되었으며, 기존의 교육 프로그램뿐만 아니라 교양 프로그램과 애니메이션까지 방송하게 되었다.
이후 1991년 11월 7일에는 자체 송출을 개시하며 독립 방송사로서의 역량을 강화하였다. 1997년 2월 27일에는 한국교육방송원이 설립되었으며, 같은 해 3월 3일부터 TV 오전방송을 개시하며 방송 시간대를 확대하였다.
또한, 1997년 8월 25일에는 위성방송을 도입하여 위성 1TV와 위성 2TV를 개국하며 교육 콘텐츠의 전국적·광역적 송출이 가능해졌다. 이어 1997년 9월 1일부터는 광고방송(상업광고방송)을 재개하며 운영 수익 모델을 다변화하는 등 공영 교육방송으로서의 기반을 확립해 나갔다.

### 도약기
2000년대에 들어서면서 교육방송은 독립적인 공영 교육방송으로 거듭나게 되었다. 2000년 6월 22일, 한국교육방송원이 독립법인 한국교육방송공사(EBS)로 출범하면서 본격적인 공영 교육방송 시대가 열렸다. 이를 통해 프로그램의 양적·질적 성장이 이루어졌으며, 인터넷과 같은 뉴미디어를 활용하여 국민들에게 다양한 교육 서비스를 제공하기 시작했다.
2001년 11월 5일에는 지상파 디지털 TV(HLQL-DTV)가 개국하며 디지털 방송 시대에 발맞추었고, 2002년 3월 1일부터는 스카이라이프(위성방송) 서비스를 개시하여 EBS TV, 플러스 1, 플러스 2 채널을 운영하였다. 이어 2002년 4월 11일, 본사를 도곡2동으로 이전하면서 방송 인프라를 더욱 확충하였으며, 기존 우면동 사옥은 방송센터로 유지되었다.
2004년 4월부터는 대학수학능력시험 대비 강의 서비스인 EBSi가 시작되어 수험생들에게 필수적인 학습 플랫폼이 되었다. 2005년 9월에는 위성 DMB(EBS U) 방송을 실시하여 모바일 환경에서도 교육 콘텐츠를 제공하기 시작했으며, 2006년 7월에는 EBS 어학 사이트(EBS Lang)를 개설하여 외국어 교육 분야를 강화하였다.
2007년 4월에는 영어교육전문채널(EBS English)을 개국하고 전용 웹사이트를 오픈하며 영어 학습 지원을 확대하였다. 그러나 2008년 6월 18일에는 기존의 방송대학 라디오 강좌 프로그램이 폐지되면서 일부 전통적인 교육방송 방식이 축소되기도 했다. 같은 해 12월부터는 통신 3사(KT, SK브로드밴드, LG유플러스)의 IPTV를 통해 EBS TV 실시간 방송을 제공하여 시청 접근성을 더욱 확대하였다.
2009년 10월에는 EBS 디지털 커리큘럼을 추진하면서 다양한 디지털 학습 콘텐츠 개발과 교육 혁신을 위한 노력이 본격화되었다. 이를 통해 EBS는 어린이와 청소년뿐만 아니라 전 국민과 전 계층을 위한 공영 교육방송의 역할을 강화하며, 21세기 공영방송의 모델을 목표로 삼아 나아갔다.

### 지속 성장기
2010년대 이후, EBS는 디지털 시대에 맞춰 뉴미디어 기반의 교육 플랫폼 구축을 활발히 전개하며 e-Learning 교육을 적극 배포했다. 또한, 교육 다큐멘터리를 다수 제작하여 국내외에서 주목받으며 글로벌 교육 미디어 그룹으로 성장해 나갔다. 2010년 7월부터 장애인을 위한 화면해설, 자막, 수화 서비스를 개시하며 교육의 접근성을 확대하였으며, 같은 해 10월에는 EBS 아메리카가 미국 최대 위성방송인 디렉TV에 진출하며 해외 시장 개척을 본격화하였다. 2011년 2월에는 EBS EDRB 사이트가 시범 서비스를 개통하며 디지털 교육 자료 제공을 강화하였다.
2012년 2월, 어학 전용 라디오 i-Radio를 출범하였으며, 5월에는 자회사 EBS미디어주식회사를 설립하였다. 이어 2012년 7월 2일, 기존 EBS U 채널을 어린이 전문 채널로 재개국하였다. 2013년 10월 16일에는 수도권, 충청권, 강원도의 디지털방송 재배치를 시행하며 방송망을 정비하였고, 2014년 8월 5일에는 고양시 일산동구 장항동에서 EBS 디지털통합사옥 기공식을 진행하며 본사 이전을 준비하였다.
2015년 2월 11일, 지상파 다채널 방송 EBS 2TV가 개국하며 기존 EBS TV의 명칭이 EBS 1TV로 변경되었다. 이후 2017년 7월 16일, 우면동 방송센터에서 마지막 라디오 송출이 이루어졌고, 같은 해 8월 1일부터 경기도 고양시 일산동구 장항1동 신사옥에서 본격적인 방송을 시작하였다.
2017년 8월 7일, 우면동·도곡동 시대를 마감하고 경기도 고양시 한류월드 신사옥에서 방송을 시작하였으며, 같은 해 8월 14일에는 일산 디지털통합사옥에서 첫 전파 송출이 이루어졌다. 이어 2017년 9월 21일, 일산 디지털통합사옥이 공식적으로 준공되었다. 2018년 1월 1일에는 어린이 전문 채널 EBS U가 EBS KIDS로 개국하며 어린이 교육 콘텐츠를 강화하였다. 2019년 1월에는 EBS 소프트웨어 교육 플랫폼 ‘이솦’이 정식 서비스를 개시하여 SW 교육을 지원하기 시작했다. 같은 해 5월 27일, EBS 정오뉴스와 저녁뉴스가 일산 신사옥에서 방송되기 시작하며, 본사 이전이 완료되었다.
2020년 3월, 온라인 원격수업 플랫폼 ‘EBS 온라인 클래스’ 서비스를 개시하여 교육 재난 상황에서도 안정적인 학습 지원을 제공하였다. 같은 해 11월에는 한국교육방송공사법 개정을 통해 교육 재난 시 원격교육 시스템 설치·운영 기반을 마련하며, 국가적 위기 상황에서도 교육 공공성을 강화하였다. 2021년 3월에는 ‘新 온라인 클래스’ 운영을 시작하며 양방향 화상수업 등 소통형 학습 지원을 강화하였다. 이를 통해 EBS는 어린이·청소년뿐만 아니라 전 국민을 위한 21세기형 공영 교육방송 모델을 확립하고 있다.

## 방송국 구조

### 구성
- 조직형태: 한국교육방송공사법에 따른 기업 (한국교육방송공사법 적용 및 한국방송공사(KBS)에서 지상파 송출망 공유 및 관리)
- 본사: 경기도 고양시 일산동구 한류월드로 281 (장항1동 1775)
- 조직: 4본부 3센터 3국 1소 1국 1실 1특임국 46부
- 채널: 지상파 방송사업: EBS 1TV, EBS 2TV(HD), EBS FM (라디오), EBS 반디 외국어 전문 (인터넷 어학 라디오) / 방송채널사용사업 (케이블/위성/IPTV): EBS 플러스 1, EBS 플러스 2, EBS english, EBS KIDS (유아전문채널) / 해외방송사업 (북미 지역 케이블): EBS 아메리카
- 인원: 588명
- 주당방송시간: 지상파TV, 케이블 및 위성방송, IPTV, 라디오, EBS 아메리카 7개 채널 주당 56,205분
- 24시간 방송 채널은 EBS 아메리카와 EBS 플러스 1만 시행하며 대한민국 국내에서 유일무이하게 24시간 종일방송 체제를 갖춘 채널은 EBS 플러스 1이며 나머지는 하지 않다.

### 조직
- 이사회
  - 이사회사무국
- 시청자위원회
- 감사
  - 감사실
    - 감사부
- 정보보호단
- 수신료정상화추진단
- 대외협력국
  - 대외협력부

#### 사장
- 비서실(부)

##### 부사장
- 심의시청자실
- 교육뉴스부
- 정책기획센터
  - 정책기획부
  - 기획예산부
  - 조직법무부
  - 홍보부
- 편성센터
  - 편성기획부
  - 협력제작부
  - 편성운영부
  - 글로벌콘텐츠부
  - 지식콘텐츠부
- 경영지원센터
  - 인사부
  - 재무회계부
  - 운영관리부
- 방송제작본부
  - 방송제작기획부
  - 교양교육부
  - 유아어린이애부
  - 라디오부
    - 교육비전프로젝트국
- 디지털학교교육본부
  - 디지털교육기획부
  - 교과콘텐츠부
  - 디지털교육서비스부
  - 디지털인재교육부
    - 출판국
      - 교재기획부
      - 교재개발부
- 융합기술본부
  - 기술기획부
  - 네트워크기술부
  - 영상조명부
  - 사운드테크부
  - 조명디자인부
  - 편집부
  - ICT 인프라부
- 사업센터
  - 콘텐츠사업기획부
  - 광고사업부
  - 협력사업부
  - 디지털사업부
- 영상아트센터
  - 공간디자인부
  - 그래픽디자인부
  - 영상제작부
  - 스튜디오영상부

## 역대 수장
역대 한국교육개발원 교육방송원장
| 역대 (대수) | 이름              | 취임        | 퇴임   |
| ----------- | ----------------- | ----------- | ------ |
| 제1대       | 김학천 (원장대행) | 1990년      | 1991년 |
| 제2대       | 이준해            | 1991년 12월 | 1992년 |
| 제3대       | 정연춘            | 1992년      | 1995년 |
| 제4대       | 박흥수            | 1995년      | 1997년 |

역대 한국교육방송원장
| 역대 (대수) | 이름   | 취임   | 퇴임   |
| ----------- | ------ | ------ | ------ |
| 제1대       | 박흥수 | 1997년 | 2000년 |

역대 한국교육방송공사 사장
| 역대 (대수) | 이름                            | 취임        | 퇴임        |
| ----------- | ------------------------------- | ----------- | ----------- |
| 제1대       | 박흥수 (사퇴)                   | 2000년      | 2001년      |
| 제2대       | 김학천                          | 2001년      | 2003년      |
| 제3대       | 고석만 (사퇴)                   | 2003년      | 2005년      |
| 제4대       | 권영만                          | 2005년      | 2006년      |
| 제5대       | 구관서                          | 2006년 9월  | 2009년 10월 |
| 제6대       | 곽덕훈                          | 2009년 10월 | 2012년 11월 |
| 제7대       | 신용섭                          | 2012년 11월 | 2015년 11월 |
| 제8대       | 우종범 (사퇴)                   | 2015년 11월 | 2017년 8월  |
| 직무대행    | 조규조                          | 2017년 8월  | 2017년 9월  |
| 제9대       | 장해랑 (사퇴)                   | 2017년 9월  | 2018년 12월 |
| 직무대행    | 조규조                          | 2018년 12월 | 2019년 3월  |
| 제10대      | 김명중                          | 2019년 3월  | 2022년 3월  |
| 제11대      | 김유열                          | 2022년 3월  | 2025년 8월  |
| 제12대      | 신동호 (임명효력정지 가처분 중) | 2025년 3월  | 2025년 3월  |
| 제13대      | 박찬욱                          | 2025년 8월  |             |

## 직원

### 프리랜서 아나운서

#### 현재
- 용경빈

#### 전직
- 양수려
- 정현경
- 성문규
- 박보경
- 박귀빈
- 강승화
- 김성진
- 박민영
- 유나영
- 이태연

## 로고
로고(영문)

1990년 12월 27일 ~ 1995년 02월 28일
1995년 03월 01일 ~ 2001년 02월 28일[16]
2001년 03월 01일 ~ 2004년 02월 29일[17]
2004년 03월 01일 ~ 현재

로고(국문)

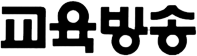
1990년 12월 27일 ~ 1995년 02월 28일
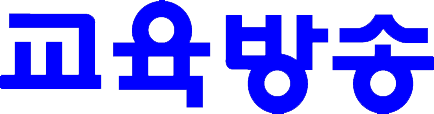
1995년 03월 01일 ~ 2001년 02월 28일
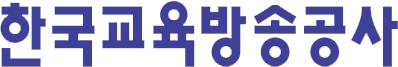
2001년 03월 01일 ~ 2004년 02월 29일
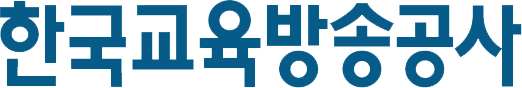
2004년 03월 01일 ~ 현재

로고송
- 1990년 ~ 1993년 : (내레이션)EBS, 교육방송입니다.
- 1990년 ~ 2004년 : 온누리의 배움터 EBS 교육방송, 배우는 기쁨 희망찬 내일 EBS 교육방송
- 2004년 ~ 2006년 : 참 좋은 방송 EBS 교육방송
- 2006년 ~ 2010년 : 미래를 여는 지식채널 EBS 교육방송
- 2014년 ~ 2018년 : 행복한 교육세상 만들어요 EBS EBS 교육방송
- 2018년 ~ 2023년 : 좋아 너무 좋아 나는 우리 모두 EBS 좋아 너무 좋아 언제나 우리 모두 EBS 좋아 너무 좋아 언제나 좋아 우리 모두 EBS, EBS EBS 알려줘 알려줘 EBS 친구야 나에게 알려줘 나에게 많은 것들은 도와 주네 언제나 내곁엔 EBS
- 2023년 ~ 현재 : 새로운 시선 EBS

## 방송 현황

#### 지상파 방송
2024년 현재 일반 광고 방영 유무(O),(X)
- EBS 1TV (HLQL-DTV): 어린이 교육, 문화, 교양 방송(O)
- EBS 2TV (HLQL-DTV): 공교육보완, 영어 교육 방송(X)
- EBS FM (HLQL-FM): 책 읽어주는 라디오(X)
- EBS 반디 외국어 전문: 인터넷 어학 라디오(X)

#### 케이블·위성·IPTV서비스 채널 방송
- EBS 플러스 1(X)
- EBS 플러스 2(O)
- EBS english(X)
- EBS 키즈(O)

## 사건 및 사고

### 산사태로 인한 방송 중단
2011년 7월 27일 중부지방에 내린 엄청난 폭우로 인하여 우면산에 큰 산사태가 발생하였다. 이로 인해 EBS 방송센터(서초구 우면동)의 송출시설이 침수되어 개국이래 최초로 방송이 중단되는 사태가 발생했고, 복구 전까지 EBS 본사(강남구 도곡동)에 임시 송출시설을 마련해 임시로 방송하였다.
송출 중단으로 인한 문제와 상황
- EBS 아날로그 TV에서는 16:9 HD로 제작된 화면을 4:3으로 줄여서 방송하였다.
- EBS 디지털 TV는 해상도를 낮추어 720×480으로 방송하였다.
- EBS 디지털 TV는 가상채널인 10-1을 표시할 수 없게 되어 직접 전파를 수신하는 가구에서는 물리 채널로 수신되는 현상이 발생했다. (예 - 관악산송신소: 18-1, 흑성산중계소: 59-1, 견월악송신소: 35-1 등)
- EBS FM은 오전 8시 50분쯤부터 10시간가량 음악방송만을 송출하였다. (라디오 정규방송 긴급복구는 당일 저녁 6시에 이루어짐)
- EBS+1, EBS+2, EBS 잉글리시 채널들은 EBS TV의 방송을 그대로 재전송하여 송출했다.
- EBS 홈페이지에서는 모든 방송의 On-Air 서비스가 불가능해졌다.

### 저작권 침해
수능용 영어 교재의 제작 과정에서, 적법절차를 거치지 않고 외국 서적 등에 있는 내용을 지문에 실은 것으로 보도되었다. 이달 초에 미국 저작권청산센터를 중심으로 저작권 보호 강화 움직임을 감지하여, 협상 의지를 나타냈지만, 원문 한쪽에 3달러가 넘는 저작권료가 발생하는 것을 감안하면, 그동안 지불하지 않은 누적된 저작권료는 수십억 원대가 될 것이라고 EBS 측이 예상하였다.

### EBS보니하니출연자 성희롱 논란
EBS의 생방송 보니하니의 공식 유튜브 라이브 방송 도중 개그맨 최영수의 폭행 및 박동근 출연자의 성희롱 논란이 발생하자 EBS 측은 사실을 무마하려 했다. 이로 인하여 EBS 사장 명의로 사과문 발표와 함께 해당 출연자의 출연정지와 함께 제작진을 교체한 뒤, 사안의 중대성을 인식하기 위해, 약 한 달여간 방송 잠정 중단 기간을 거쳐 재정비한 후 다시 방송을 재개했다.

## 해외 제휴 방송국
- : BBC Two
- : PBS, NPR
- : CETV
- : Arte
- : UR – Sveriges Utbildningsradion
- : Knowledge Network, TVOntario
- : NHK 교육 TV, NHK 라디오 제2방송

## 같이 보기
- EBSi
- KBS
- MBC
- SBS